# Église Saint-Martin de Fresnes-sous-Coucy
L'église Saint-Martin est une église située à Fresnes-sous-Coucy, en France.

## Description
Église toute en briques, située sur le plateau céréalier de Coucy, et à la lisière de la forêt de Saint-Gobain. Elle fut reconstruite après la première guerre mondiale de 1914- 1918.

## Localisation
L'église est située sur la commune de Fresnes-sous-Coucy, dans le département de l'Aisne.